# KkStB 493
Die kkStB 493 war eine Tenderlokomotivreihe der k.k. Staatsbahnen, deren Lokomotiven für die Lokalbahn Schönbrunn-Witkowitz–Königsberg in Schlesien beschafft wurden.

## Geschichte
Die beiden Lokomotiven wurden 1911 mit den Fabriknummern 3822 und 3823 von der Lokomotivfabrik der StEG in Wien geliefert. Die Maschinen gehörten der Lokalbahn Schönbrunn-Witkowitz–Königsberg, auf deren Rechnung die k.k. Staatsbahnen (kkStB) den Betrieb führten. Von den kkStB erhielten sie später die Nummern 493.01 und 493.02.
Die beiden kleinen Lokomotiven waren zwar modern gestaltet, unterschieden sich aber ziemlich von allen anderen Lokalbahnlokomotiven. Auffallend war auch die geringe Höchstgeschwindigkeit.
Nach dem Ersten Weltkrieg kamen sie zu den Tschechoslowakischen Staatsbahnen (ČSD), die ihnen 1925 die Reihe 300.3 zuordneten. Mit der Elektrifizierung ihrer Stammstrecke wurden sie 1926 ausgemustert und an privat verkauft. Die 300.302 fuhr später noch bei den Hüttenwerken in Ostrava.